# Mistrzostwa Świata w Łucznictwie 2003
42. Mistrzostwa Świata w Łucznictwie odbyły się między 14 a 20 lipca 2003 w Nowym Jorku w Stanach Zjednoczonych. Organizatorem była Międzynarodowa Federacja Łucznicza. 

## Medaliści

### Strzelanie z łuku klasycznego
| Konkurencja            | Złoto                                                             | Srebro                                                          | Brąz                                                               |
| Indywidualnie kobiet   | Yun Mi-jin                                                        | Park Sung-hyun                                                  | Lee Hyun-jeong                                                     |
| Indywidualnie mężczyzn | Michele Frangilli                                                 | Im Dong-hyun                                                    | David Barnes                                                       |
| Drużynowo kobiet       | Korea Południowa · Park Sung-hyun · Yun Mi-jin · Lee Hyun-jeong   | Japonia · Sayami Matsushita · Sayoko Kawauchi · Yukari Kawasaki | Ukraina · Natalija Burdejna · Iulia Lobżenidze · Tatiana Dorochowa |
| Drużynowo mężczyzn     | Korea Południowa · Jang Yong-ho · Choi Young-kwang · Im Dong-hyun | Szwecja · Magnus Petersson · Mattias Eriksson · Mikael Larsson  | Włochy · Marco Galiazzo · Michele Frangilli · Ilario Di Buò        |

### Strzelanie z łuku bloczkowego
| Konkurencja            | Złoto                                                             | Srebro                                                           | Brąz                                                        |
| Indywidualnie kobiet   | Mary Zorn                                                         | Amber Dawson                                                     | Irma Luyting                                                |
| Indywidualnie mężczyzn | Clint Freeman                                                     | Dave Cousins                                                     | Braden Gellenthien                                          |
| Drużynowo kobiet       | Stany Zjednoczone · Mary Zorn · Amber Dawson · Aya Labrie         | Francja · Sandrine Vandionant · Cecile Jousselin · Valerie Fabre | Niemcy · Petra Dortmund · Andrea Weihe · Dorith Landesfeind |
| Drużynowo mężczyzn     | Stany Zjednoczone · Dave Cousins · Braden Gellenthien · Dee Wilde | Włochy · Fabio Girardi · Antonio Tosco · Mario Ruele             | Kanada · Kevin Tataryn · Ed Wilson · Travis Vandaele        |

## Klasyfikacja medalowa
| Lp. | Państwo           | Złoto | Srebro | Brąz | Razem |
| 1.  | Korea Południowa  | 3     | 2      | 1    | 6     |
| 1.  | Stany Zjednoczone | 3     | 2      | 1    | 6     |
| 3.  | Włochy            | 1     | 1      | 1    | 3     |
| 4.  | Australia         | 1     | 0      | 1    | 2     |
| 5.  | Francja           | 0     | 1      | 0    | 1     |
| 5.  | Japonia           | 0     | 1      | 0    | 1     |
| 5.  | Szwecja           | 0     | 1      | 0    | 1     |
| 8.  | Holandia          | 0     | 0      | 1    | 1     |
| 8.  | Kanada            | 0     | 0      | 1    | 1     |
| 8.  | Niemcy            | 0     | 0      | 1    | 1     |
| 8.  | Ukraina           | 0     | 0      | 1    | 1     |